# Thierry Scherrer
Thierry Marie Scherrer (Versailles, 22 gennaio 1959) è un vescovo cattolico francese, dall'11 aprile 2023 vescovo di Perpignano-Elne.

## Biografia
Nato nel 1959, ha iniziato a studiare medicina a Marsiglia.
È entrato nel seminario di Paray-le-Monial nel 1981 e in quello di San Luca ad Aix-en-Provence nel 1984. Dal 1987 al 1989 è stato a Bruxelles e poi a Roma, alla Pontificia Università Gregoriana, dove ha conseguito il dottorato in teologia.
Ordinato sacerdote nel 1988, dal 1989 al 1991 è stato cappellano della chiesa di San Luigi dei Francesi a Roma.
Nel luglio del 2007 è stato nominato parroco della cattedrale di Saint-Sauveur a Aix-en-Provence.

### Episcopato
Eletto vescovo di Laval il 21 maggio 2008, è stato consacrato il 6 luglio dello stesso anno nella basilica di Nostra Signora di Pontmain, consacrante l'arcivescovo Pierre d'Ornellas, co-consacranti il cardinale Bernard Louis Auguste Paul Panafieu e l'arcivescovo Claude Feidt.
L'11 aprile 2023 è stato trasferito alla diocesi di Perpignano-Elne. Ha preso possesso della diocesi il 18 giugno dello stesso anno.

## Genealogia episcopale
La genealogia episcopale è:
- Cardinale Scipione Rebiba
- Cardinale Giulio Antonio Santori
- Cardinale Girolamo Bernerio, O.P.
- Arcivescovo Galeazzo Sanvitale
- Cardinale Ludovico Ludovisi
- Cardinale Luigi Caetani
- Cardinale Ulderico Carpegna
- Cardinale Paluzzo Paluzzi Altieri degli Albertoni
- Papa Benedetto XIII
- Papa Benedetto XIV
- Papa Clemente XIII
- Cardinale Marcantonio Colonna
- Cardinale Giacinto Sigismondo Gerdil, B.
- Cardinale Giulio Maria della Somaglia
- Cardinale Carlo Odescalchi, S.I.
- Vescovo Eugène de Mazenod, O.M.I.
- Cardinale Joseph Hippolyte Guibert, O.M.I.
- Cardinale François-Marie-Benjamin Richard
- Vescovo Marie-Prosper-Adolphe de Bonfils
- Cardinale Louis-Ernest Dubois
- Cardinale Georges-François-Xavier-Marie Grente
- Arcivescovo Marcel-Marie-Henri-Paul Dubois
- Cardinale François Marty
- Cardinale Jean-Marie Lustiger
- Arcivescovo Pierre d'Ornellas
- Vescovo Thierry Marie Scherrer